# 捷克克鲁姆洛夫犹太会堂

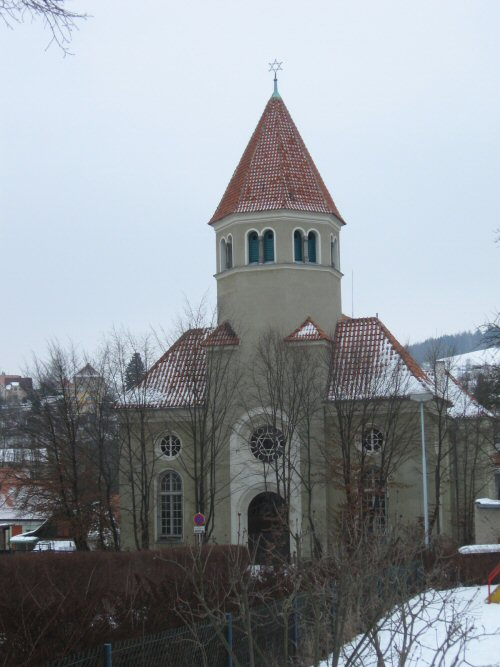
捷克克鲁姆洛夫犹太会堂（攝於2010年）

捷克克鲁姆洛夫犹太会堂（捷克語：Synagoga v Českém Krumlově）位于捷克南波希米亚州城市捷克克鲁姆洛夫西南部山丘上的普莱希韦茨，它建于1908年至1909年間，占地883平方米，建设资金主要是由当地的富翁斯皮罗提供，由维也纳建筑师维克多·卡夫卡设计。它兼具罗曼式与新艺术运动风格，穹顶内漆成蓝色。卡夫卡设计了一座单中殿建筑，入口在在西侧，东面是约柜，东墙的彩色玻璃窗，上面有大卫之星。两排长凳可容纳信徒140-180名，男人在左侧，妇女和儿童在右侧。这是在奥匈帝国第一座此类建筑。 

## 历史
犹太人在捷克克鲁姆洛夫的存在是首次记录在14世纪。 卢森堡的约翰，准许四个犹太家族定居在这座城市。他的儿子查理四世批准扩大到6个家族。1494年，当局将所有犹太人从小镇驱逐。居住禁令直到18世纪，尚未完全取消，只有特定的一些犹太家族获准定居在这里。1848年发生了革命性的突破，奥匈帝国犹太人的最后解放是由于1867年十二月宪法。 